# Конак (Измир)
Конак  — ильче, район Измира в Турции. Расположен на побережье Измирского залива. Это самый густонаселенный из одиннадцати основных городских районов Измира.  Расположен в  географическом центре Измира, Конак простирается на 11,4 км  вдоль южного побережья Измирского залива. Связан с другими районами Измира сетью автомобильных и железных дорог, а также линией метро и паромным сообщением с Каршиякой . Конак является деловым торговым центром города. Здесь расположены посольства и консульства других стран. Так же в него входят много различных исторический районов.  
На западе переходит в субрайон Алсанджак, где расположен  международный грузовой и пассажирский порт Измир.

## Достопримечательности
- Вокзал Басмане (тур. Basmane Garı) — главный железнодорожный вокзал Измира
- Культурпарк  (тур. Kültürpark) — городской парк в Измире
- Асансёр -  башня с общественным лифтом, историческое сооружение в Измире
- Площадь Конак — оживленная площадь с Измирской часовой башней.
- Агора Смирны[4] — руины древнегреческого города.
- Церковь святого Поликарпа -  католическая церковь в Измире.
- Мечеть Салепчиоглу
- Церковь Святой Марии

## Галерея

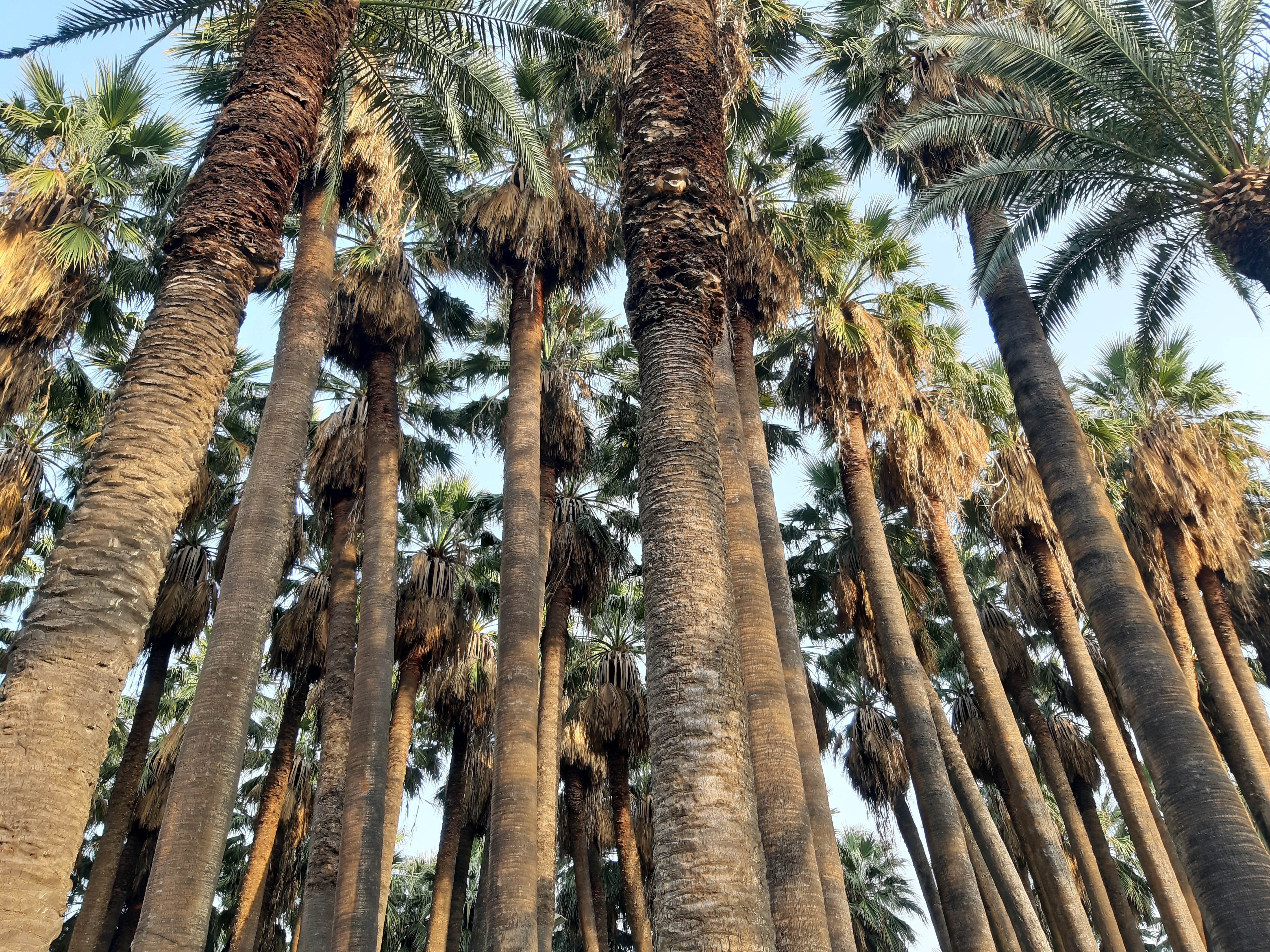
Пальмы в Культурпарке.

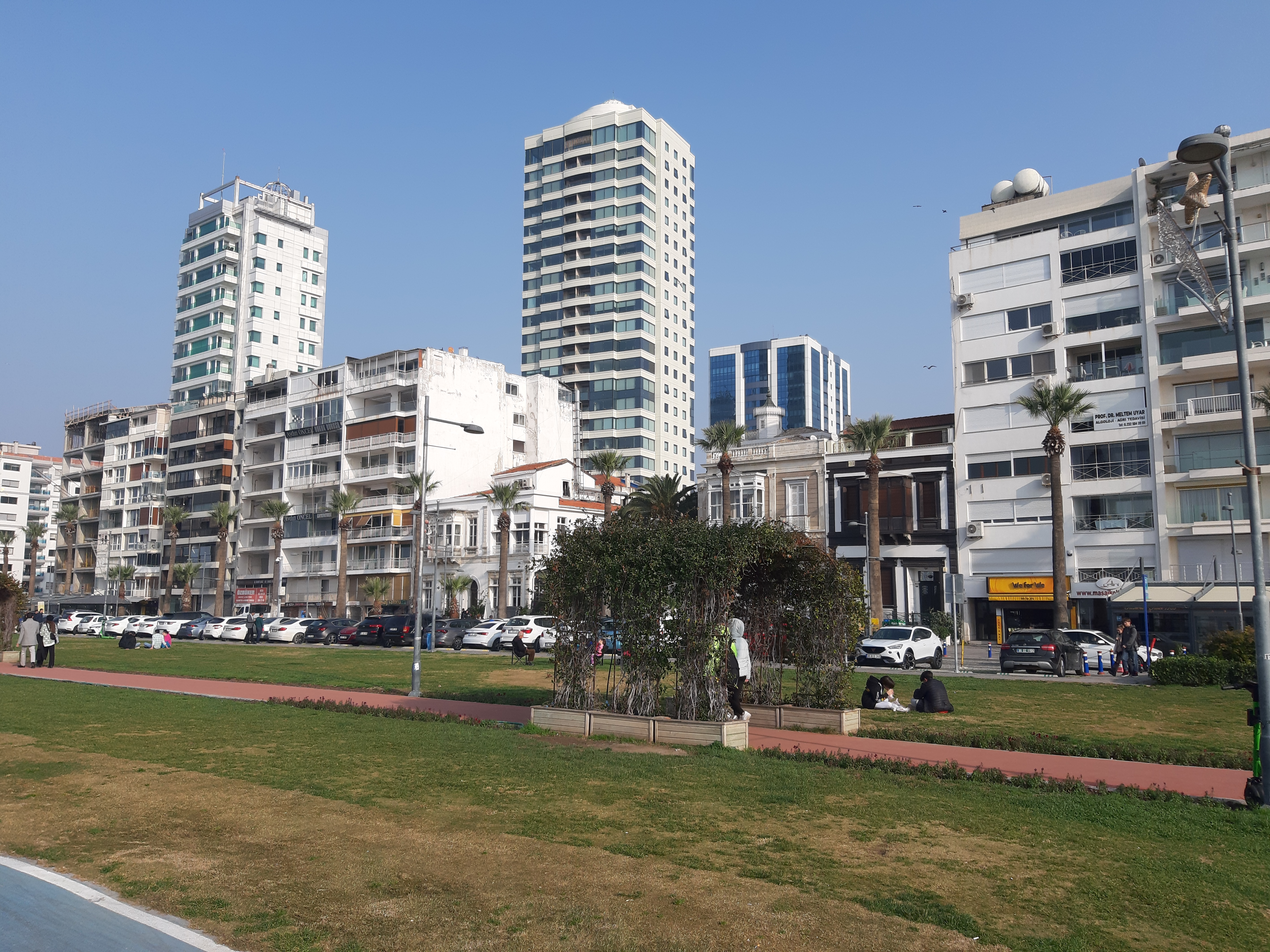
Набережная, Конак, Измир.